# Telefon-Pass
Der Telefon-Pass ist ein schmaler Gebirgspass auf Deception Island im Archipel der Südlichen Shetlandinseln. Er liegt zwischen dem Telefon Ridge und dem Stonethrow Ridge im Westen der Insel.
Der aus Wales stammende Geologe Donald Durston Hawkes (* 1934) vom Falkland Islands Dependencies Survey nahm 1961 die Kartierung vor. Polnische Wissenschaftler benannten den Pass 1999.